# Petr Mandl

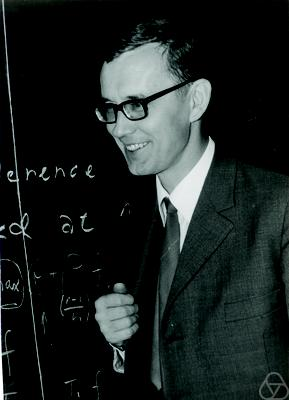
Petr Mandl, 1971

Petr Mandl (* 5. November 1933 in Pilsen; † 24. Februar 2012) war ein tschechischer Mathematiker, der sich mit Stochastik befasste.
Mandl studierte an der Karls-Universität Prag mit dem Abschluss 1957, war 20 Jahre an der Tschechoslowakischen Akademie der Wissenschaften und lehrte dann an der Karls-Universität insbesondere Versicherungsmathematik.
Er befasste sich mit stochastischen Prozessen (mit Anwendungen in Populationsdynamik und Modellierung finanzieller Risiken) und Versicherungsmathematik und war 1995 bis 2003 Vorsitzender der tschechischen Gesellschaft der Aktuare mit vielen internationalen Kontakten. Er baute an der Karls-Universität einen Ausbildungsschwerpunkt in Finanz- und Versicherungsmathematik auf. 
Er war Fellow des Institute of Mathematical Statistics. 2009 erhielt er die Silbermedaille der Karls-Universität und 2009 die tschechische Verdienstmedaille für Wissenschaft.

## Schriften (Auswahl)
- Analytical treatment of one-dimensional Markov processes, Grundlehren der mathematischen Wissenschaften 151, Springer 1968